# Cyclisme aux Jeux méditerranéens de 2009
Navigation
Édition précédente Édition suivante
Les compétitions de cyclisme des Jeux méditerranéens de 2009 se sont déroulées du 30 juin au 3 juillet 2009, sur le circuit urbain de Pescara.
L'Italie a remporté les trois épreuves au programme.

## Épreuves au programme
| ● | Compétitions | ● | Finale |

|                  | Juin-Juillet |    |    |    |    |    |    |    |    |    |
|                  | 26           | 27 | 28 | 29 | 30 | 01 | 02 | 03 | 04 | 05 |
| Course en ligne  |              |    |    |    | ●  |    |    |    |    |    |
| Contre-la-montre |              |    |    |    |    |    |    | ●  |    |    |

Trois épreuves sont donc au programme : 
- la course en ligne d'une distance de 142 kilomètres pour les hommes et de 80 pour les femmes;
- le contre-la-montre d'une distance de 22 kilomètres, disputé par les hommes seulement.

Chaque pays peut inscrire au maximum 12 athlètes : jusqu'à 8 pour les épreuves en ligne masculines et féminines et 2 pour le contre-la-montre.

## Podiums hommes
| Compétitions                 | Or                    | Argent               | Bronze                   |
| ---------------------------- | --------------------- | -------------------- | ------------------------ |
| Course en ligne individuelle | Enrico Peruffo Italie | Marko Kump Slovénie  | Andrea Guardini Italie   |
| Contre-la-montre individuel  | Adriano Malori Italie | Tony Gallopin France | Ioánnis Tamourídis Grèce |

## Podiums femmes
| Compétitions                 | Or                    | Argent                | Bronze                  |
| ---------------------------- | --------------------- | --------------------- | ----------------------- |
| Course en ligne individuelle | Luisa Tamanini Italie | Julie Krasniak France | Giorgia Bronzini Italie |

## Résultats

### Contre-la-montre masculin
|    | Coureur            |    | Temps       |
| -- | ------------------ | -- | ----------- |
| 1  | Adriano Malori     | en | 28 min 28 s |
| 2  | Tony Gallopin      | +  | 40 s        |
| 3  | Ioánnis Tamourídis |    | 59 s        |
| 4  | Johan Le Bon       |    | 1 min 08 s  |
| 5  | Kristjan Koren     |    | 1 min 34 s  |
| 6  | Rafaâ Chtioui      |    | 1 min 36 s  |
| 7  | Gregor Gazvoda     |    | 1 min 38 s  |
| 8  | Manuele Boaro      |    | 1 min 56 s  |
| 9  | Javier Chacón      |    | 1 min 59 s  |
| 10 | Lluís Mas          |    | 2 min 07 s  |
|    | 25 classés         |    |             |

### Course en ligne masculine
|    | Coureur              |    | Temps          |
| -- | -------------------- | -- | -------------- |
| 1  | Enrico Peruffo       | en | 3 h 8 min 15 s |
| 2  | Marko Kump           | +  | 0 s            |
| 3  | Andrea Guardini      |    | 0 s            |
| 4  | Giacomo Nizzolo      |    | 1 s            |
| 5  | Enrique Mata         |    | 1 s            |
| 6  | Abdelbasset Hannachi |    | 1 s            |
| 7  | Miraç Kal            |    | 1 s            |
| 8  | Florian Vachon       |    | 1 s            |
| 9  | Žolt Der             |    | 1 s            |
| 10 | Morgan Kneisky       |    | 1 s            |
|    | 65 classés           |    |                |

### Course-en-ligne féminine
|    | Coureuse          |    | Temps           |
| -- | ----------------- | -- | --------------- |
| 1  | Luisa Tamanini    | en | 1 h 16 min 18 s |
| 2  | Julie Krasniak    | +  | 4 s             |
| 3  | Giorgia Bronzini  |    | 10 s            |
| 4  | Sophie Creux      |    | 10 s            |
| 5  | Alessandra Borchi |    | 10 s            |
| 6  | Marina Jaunatre   |    | 10 s            |
| 7  | Maria Del Rosario |    | 10 s            |
| 8  | Eneritz Iturriaga |    | 10 s            |
| 9  | Silvia Tirado     |    | 10 s            |
| 10 | Semra Yetis       |    | 2 min 07 s      |
|    | 15 classées       |    |                 |